# کریگ اندرسون (ورزشکار)
کریگ اندرسون (انگلیسی: Craig Anderson؛ زادهٔ ۳۰ اکتبر ۱۹۸۰) بازیکن بیس‌بال اهل استرالیا است.